# 11169 Alkon
11169 Alkon là một tiểu hành tinh được phát hiện bởi LINEAR ở Học viện Công nghệ Massachusetts. Chương trình Liên kết Ceres được thành lập với một đối tác Science Service để đặt tên các tiểu hành tinh theo tên sinh viên được chọn qua cuộc thi tiểu luận. Người thắng cuộc sẽ đề xuất họ của ông nội anh ta để tưởng nhớ.